# Contea di Dearborn
La contea di Dearborn (in inglese Dearborn County) è una contea dello Stato dell'Indiana, negli Stati Uniti. La popolazione al censimento del 2000 era di 46 109 abitanti. Il capoluogo di contea è Lawrenceburg.